# Southern Pacific Railroad

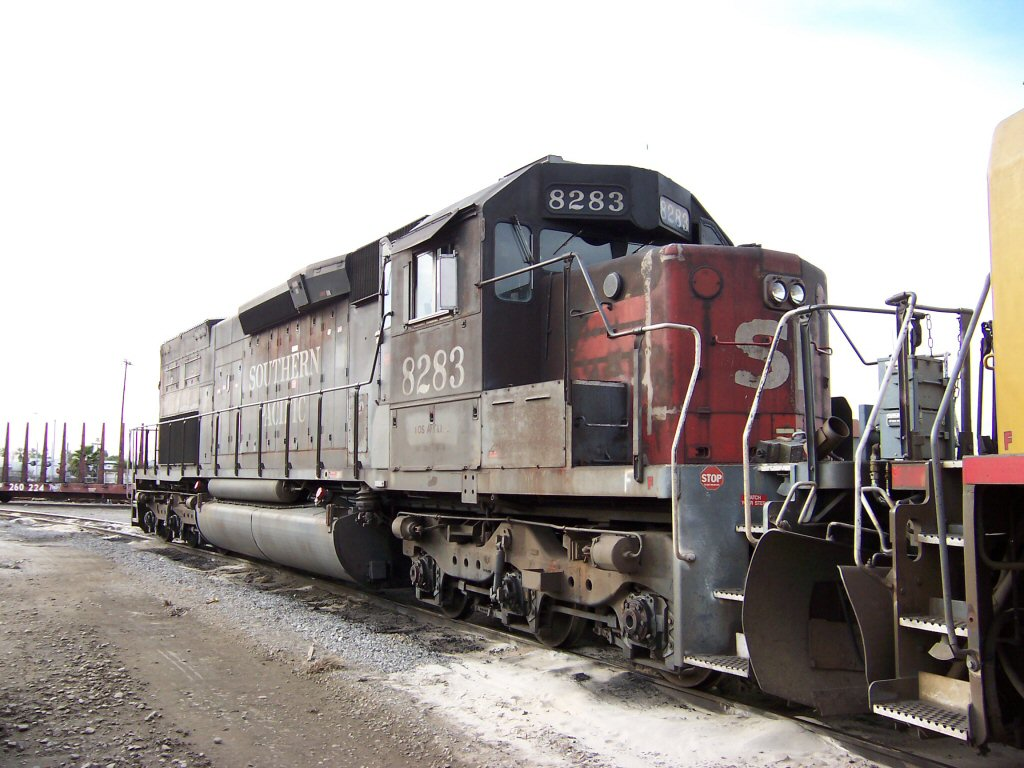
Southern Pacifics lok nummer 8283

Southern Pacific Railroad var ett amerikanskt järnvägsbolag grundat 1865. 1932 köpte Southern Pacific St. Louis Southwestern Railway, även känt som Cotton Belt men det fortsatte som ett dotterbolag fram till 1992. I början av åttiotalet planerades en fusion mellan Southern Pacific och Santa Fe och Southern Pacific köptes av bolaget bakom Santa Fe. Myndigheterna godkände dock inte affären och 1988 sålde Santa Fe Southern Pacific till Denver and Rio Grande Western Railroad som slog ihop de två bolagen. Den fortsatta trafiken bedrevs dock under namnet Southern Pacific av marknadsföringsskäl. Ekonomiskt gick dock företaget allt sämre och 1996 köptes det nya Southern Pacific av Union Pacific för att möte konkurrensen från det nybildade BNSF.

## Historia
- 1851: Den äldsta delen av Southern Pacific, Buffalo Bayou, Brazos, and Colorado Railway börjar byggas mellan Houston och Alleyton.
- 1865: En samling affärsmän i San Francisco, under ledning av Timothy Phelps, grundar Southern Pacific Railroad för att bygga en järnvägsförbindelse mellan San Francisco och San Diego.
- 1870: Southern Pacific och Central Pacific slår ihop sig.
- 8 november 1874: Tehachapi Loop börjar byggas.
- 5 september 1876: Första tåget från San Francisco ankommer Los Angeles efter att ha färdats över nyligen färdigbyggda Tehachapi Loop.
- 1879: Southern Pacifics ingenjörer experimenterar med oljeeldade lok.
- 17 februari 1885: Southern Pacific och Central Pacific läggs under ett gemensamt bolag vid namn the Southern Pacific Company.
- 1 april 1885: The Southern Pacific tar över Central Pacific.
- 1898: Sunset magazine grundas.
- 1903: Southern Pacific tar över 50% av Pacific Electric i Los Angeles.
- 18 april 1906: Den stora jordbävningen i San Francisco förstör järnvägenshuvudkontor.
- 1906: Southern Pacific och Union Pacific bildar Pacific Fruit Express tillsammans.
- 1913: Högsta domstolen beordrar Union Pacific att sälja alla sina aktier i Southern Pacific.
- 1932: Southern Pacific tar över 87% av Cotton Belt.
- Maj 1939: Union Pacific, Southern Pacific och Santa Fe öppnar en gemensam järnvägsstation Los Angeles som trafikeras av alla tre bolags passagerartåg, Los Angeles Union Passenger Terminal (LAUPT).
- 1947: De första dieselloken, helt ägda av Southern Pacific, börjar trafikera huvudlinjer.

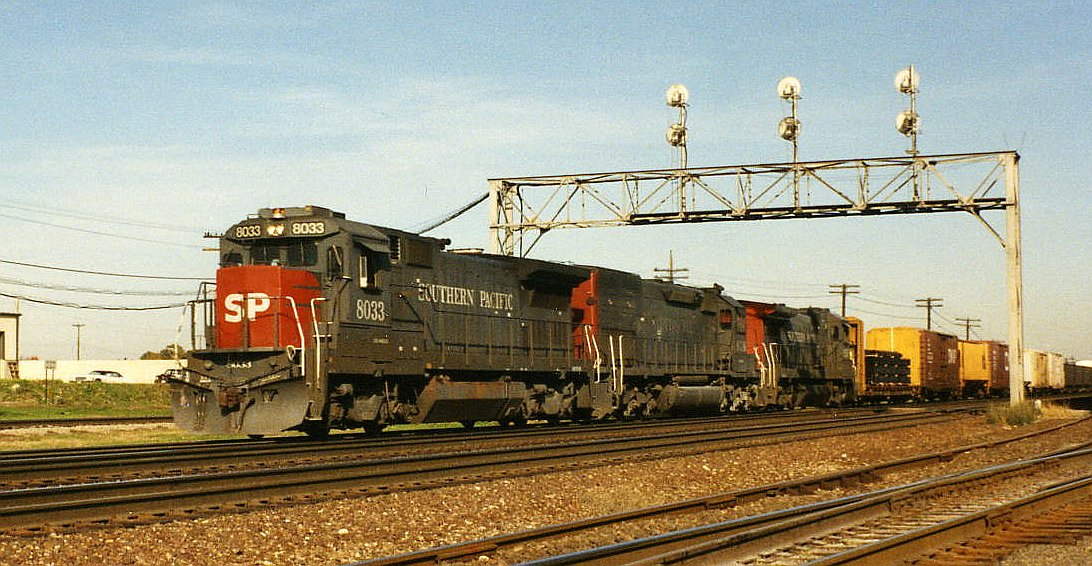
Lok nummer 8033, med ett västgående tåg i Eola, Illinois (strax öster om Aurora), 6 oktober 1992.

- 1951: Dotterbolaget Sud Pacifico de Mexico säljs till Mexikanska staten.
- 1953: Southern Pacific börjar transportera hela lastbilssläp.
- 1957: De sista ångloken slopas.
- 1965: Myndigheterna säger nej till Southern Pacifics och Santa Fes försök att köpa Western Pacific.
- 1984: The Southern Pacific Company blir en del av Santa Fe Industries, bolaget bakom Atchison, Topeka and Santa Fe Railway, och bildar Santa Fe Southern Pacific Corporation.  Planerna att bilda Southern Pacific Santa Fe Railroad går i kras när myndigheterna säger nej till affären. SPSF kortar av namnet till Santa Fe Pacific Corporation och försöker sälja Southern Pacific Railroad.
- 13 oktober 1988: Rio Grande Industries, bolaget bakom Rio Grande, köper Southern Pacific Railroad.  Bolaget behåller namnet Southern Pacific i alla järnvägssammanhang.
- 1996: Union Pacific köper upp Southern Pacific. Det behåller namnet Union Pacific.